# Patrick Ghislain
Patrick Ghislain és un enginyer de so belga establert a Espanya, nominat quatre cops al Goya al millor so. Va estudiar tècniques de televisió a l'INSAS de Brussel·les amb Antoine Bonfanti o Henri Morelle. Va començar el seu treball al cinema en la dècada dels anys 1980 en comercials per a Ridley Scott, Jean Jacques Annaud i James Ivory, entre d'altres. El seu primer treball destacat fou al llargmetratge Le thé au harem d'Archimède de Mehdi Charef. A mitjans de la dècada del 1990 va començar a col·laborar en pel·lícules espanyoles com Tu nombre envenena mis sueños, Bwana, Perdona bonita, pero Lucas me quería a mí (1996), En brazos de la mujer madura (1997) i Abre los ojos (1997), amb la que fou nominat per primer cop al Goya al millor so.
Posteriorment ha treballat a Barrio (1998), i ja estat novament nominat al Goya al millor so per Solas i La lengua de las mariposas (1999) i per Isi/Disi - Amor a lo bestia (2005). També ha treballat per a sèries de televisió de França, Bèlgica i dels Països Baixos i fa classes a l'Escola de Cinema i So.

## Filmografia (selecció)
- Le thé au harem d'Archimède (1985)
- Tu nombre envenena mis sueños (1996)
- Bwana (1996)
- Perdona bonita, pero Lucas me quería a mí (1996)
- En brazos de la mujer madura (1997)
- Abre los ojos (1997)
- Barrio (1998)
- La mirada del otro (1998)
- Solas (1998)
- Los lobos de Washington (1999)
- La lengua de las mariposas (1999)
- Leo (2000)
- Torrente 2: Misión en Marbella (2001)
- Lucía y el sexo (2001)
- Nha fala (2002)
- Los lunes al sol (2002)
- Al sur de Granada (2003).
- Mi vida sin mí (2003)
- Torremolinos 73 (2003)
- Te doy mis ojos (2003)
- La vida secreta de les paraules (2005)
- Obaba (2006)
- El hombre de arena (2007)
- Siete mesas de billar francés (2007)
- Los años desnudos: Clasificada S (2008)
- Los abrazos rotos (2009)
- Celda 211 (2010)
- Chico i Rita (2010)
- También la lluvia (2010)
- 3 metros sobre el cielo (2010)
- Katmandú, un mirall al cel (2011)
- Maktub (2011)
- No habrá paz para los malvados (2011)
- El muerto y ser feliz (2012)
- Una boda en la Toscana (2014)